# Saint-Saturnin-lès-Avignon
 Saint-Saturnin-lès-Avignon  es una población y comuna francesa, en la región de Provenza-Alpes-Costa Azul, departamento de Vaucluse, en el distrito de Aviñón y cantón de L'Isle-sur-la-Sorgue.
Está integrada en la Communauté d'agglomération du Grand Avignon.

## Demografía
| 825 | 798 | 818 | 1 086 | 1 640 | 1 517 | 1 802 | 1 978 | 2 005 | 2 018 | 2 158 | 2 013 | 1 762 | 1 412 | 1 395 | 1 264 | 1 250 | 1 190 | 1 261 | 1 303 | 1 273 | 1 270 | 1 315 | 1 323 | 1 356 | 1 354 | 1 511 | 1 828 | 2 223 | 2 664 | 2 941 | 3 835 | 4 550 | 4 961 |
| Para los censos de 1962 a 1999 la población legal corresponde a la población sin duplicidades (Fuente: INSEE [Consultar]) |     |     |       |       |       |       |       |       |       |       |       |       |       |       |       |       |       |       |       |       |       |       |       |       |       |       |       |       |       |       |       |       |       |

Forma parte de la aglomeración urbana de Aviñón.